# Ajahn Brahm

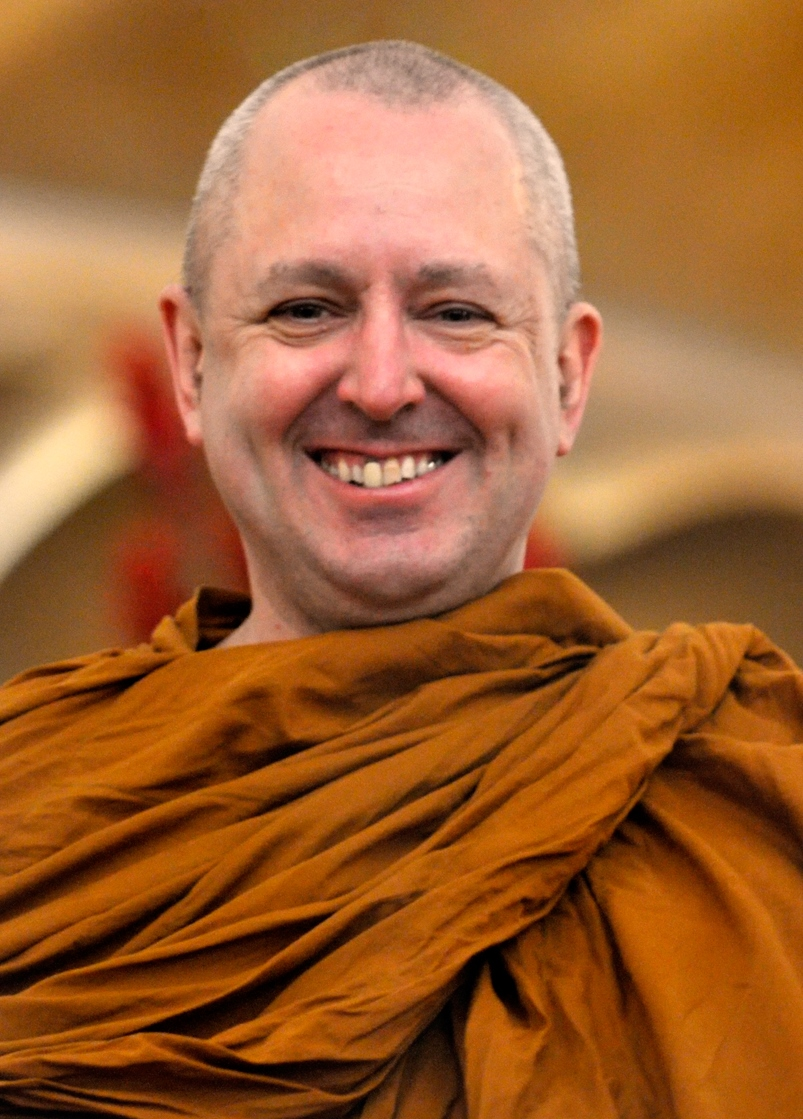
Ajahn Brahm, 2008

Ajahn Brahmavamso Mahathera (* 7. August 1951 in London als Peter Betts) ist ein buddhistischer Mönch und zumeist bekannt als Ajahn Brahm.

## Biografie

### Frühe Jahre
Nachdem er während seiner Schulzeit Bücher über den Buddhismus gelesen hatte, betrachtete er sich bereits im Alter von 17 Jahren als Buddhist. Aufgewachsen in einfachen Verhältnissen, bekam er ein Stipendium für Theoretische Physik an der Universität Cambridge und studierte dort in den frühen 1970er Jahren. Als Cambridge-Absolvent lehrte er für ein Jahr an einer High School, bevor er nach Thailand reiste, um Bhikkhu (ein theravada-buddhistischer Mönch) zu werden. Ajahn Brahm wurde im Alter von 23 Jahren im Kloster Wat Saket in Thailand ordiniert und studierte anschließend neun Jahre bei einem legendären Meditationsmeister, Ajahn Chah Bodhinyana Mahathera.
Noch in seiner Zeit als Junior-Mönch wurde er gebeten, die Zusammenstellung eines englischsprachigen Führers durch die buddhistischen Klosterregeln zu übernehmen, das Vinaya. Später wurde sein Buch die Basis für die Klosterdisziplin in vielen Theravada-Klöstern der westlichen Welt.

### Ankunft in Australien
Im Jahr 1983 wurde Ajahn Brahm durch die Buddhist Society of Western Australia eingeladen, nach Perth in West-Australien zu kommen, um dort Ajahn Jagaro beim Lehren zu assistieren. Anfänglich lebten beide in einem alten Haus in der Vorstadt von Nord-Perth, aber 1983 erhielten sie 97 acres (etwa 393.000 m²) landwirtschaftlich genutztes und bewaldetes Land in den Hügeln von Serpentine, südlich von Perth. Das Land wurde das Bodhinyana-Kloster, benannt nach ihrem Lehrer, Ajahn Chah, dessen Ordensname Bodhinyana lautete. Bodhinyana wurde das erste geweihte buddhistische Kloster in der südlichen Hemisphäre und ist jetzt die größte buddhistische Klostergemeinschaft in Australien.
Anfänglich gab es auf dem Grundstück noch keine Gebäude, und da es zu dieser Zeit erst wenige Buddhisten in Perth gab und somit wenig finanzielle Unterstützung, begannen die Mönche selbst zu bauen. So kam es, dass Ajahn Brahm Klempnerarbeiten und Maurerei lernte und viele der heute vorhandenen Gebäuden selbst erbaute.

### Übernahme der Leitung
1994 verließ Ajahn Jagaro West-Australien, um zu pausieren. Ein Jahr später verließ er den Orden und überließ Ajahn Brahm die alleinige Verantwortung. Trotz anfänglicher Vorbehalte übernahm Ajahn Brahm diese Rolle mit Begeisterung. Bald wurde er eingeladen, seine humorvollen und aufbauenden Reden in anderen Teilen Australiens und Südostasiens zu halten. Er war im Jahre 2002 ein Redner beim International Buddhist Summit in Phnom Penh und bei drei globalen buddhistischen Konferenzen. Weiterhin widmet er seine Zeit und Aufmerksamkeit Kranken und Sterbenden, ebenso den Menschen im Gefängnis, den Krebskranken und den Menschen, die meditieren lernen wollen. Daneben kümmert er sich auch noch um seinen eigenen Sangha von Bhikkhus in Bodhinyana.
Ajahn Brahm beeinflusste die Gründung des Dhammasara-Nonnenklosters in Gidgegannup in den Hügeln im Nordosten von Perth. Es ist ein völlig unabhängiges Kloster, in dem die in Sri Lanka ausgebildete Bhikkhuni Ajahn Sr. Vayama Äbtissin ist.

### Ämter
Gegenwärtig ist Ajahn Brahm Abt des Bodhinyana-Klosters in Serpentine, West-Australien, Spiritueller Direktor der Buddhist Society of Western Australia, Spiritueller Berater der Buddhist Society of Victoria, Spiritueller Berater der Buddhist Society of South Australia, Spiritueller Schirmherr der Buddhist Fellowship in Singapur, Spiritueller Schirmherr des Bodhikusuma-Zentrums in Sydney und arbeitet mit Mönchen und Nonnen aller buddhistischen Traditionen, um die Australian Sangha Association zu etablieren.
Im Oktober 2004 erhielt Ajahn Brahm die John-Curtin-Medaille für seine Vision, seine Anleitung und den Dienst an der Australischen Gesellschaft durch die Curtin-Universität.

### Bhikkhuni-Kontroverse und Sangha-Ausschluss
Am 22. Oktober 2009 gab Ajahn Brahm vier Frauen im australischen Zweig der thailändischen Waldtradition die Anerkennung als Bhikkhunis. Dieser Akt führte zu einem internationalen Konflikt im Sangha und Ajahn Brahm wurde aus der thailändischen Gemeinschaft nach einem Vinaya-Verfahren ausgeschlossen. Seither schwelt das Thema beständig als Zerwürfnis im Sangha.

### Ajahn Brahm For Sale
Mit der Marketing-Aktion „Ajahn Brahm for Sale“ sammelte Brahm von April bis Mitte Juni 2013 Spenden für das Dhammasara-Nonnenkloster. Er versteigerte dabei sieben Tage seiner Zeit.

### Die buddhistische Lehre und besondere Akzente bei Ajahn Brahm
Neben seinen Lehrreden (Dhamma Talks), die Brahm regelmäßig auf YouTube postet, widmet er sich vor allem der Verbreitung der ursprünglichen, von Buddha vor 2500 Jahren gelehrten Meditationstechnik, Shamatha und Vipassana. Besonderen Schwerpunkt legt Brahm dabei auf die Shamatha-Praxis und das Erreichen der Jhana-Zustände. In seinem Buch Im stillen Meer des Glücks, einer Anleitung für fortgeschrittene Meditation, beschreibt er detailliert die Entwicklung tiefer Meditationszustände (Nimitta und schließlich Jhana) und führt Schritt für Schritt in die Vertiefung der Jhana-Erfahrung ein.

## Bücher
- Die Kuh, die weinte. Buddhistische Geschichten über den Weg zum Glück. Lotos, München 2006, ISBN 978-3-7787-8183-8. (Englischer Originaltitel: Opening the door of your heart)
- Im stillen Meer des Glücks. Handbuch der buddhistischen Meditation. Lotos, München 2007, ISBN 978-3-7787-8192-0. (Englischer Originaltitel: Mindfulness, Bliss and Beyond)
- Nur dieser Moment. Anleitungen für die buddhistische Praxis. Lotos, München 2009, ISBN 978-3-7787-8214-9. (Englischer Originaltitel: Simply This Moment)
- Meditation. Kraft und Klarheit für den Geist. Lotus, München 2012 ISBN 978-3-7787-8233-0. (Englischer Originaltitel: The art of disappearing)
- Der Elefant, der das Glück vergaß. Buddhistische Geschichten, um Freude in jedem Moment zu finden. Lotos, München 2015, ISBN 978-3-7787-8251-4. (Englischer Originaltitel: Don't worry, be grumpy)
- Alles was du brauchst, ist Wohlwollen und Achtsamkeit. Zitate von Ajahn Brahm. Jhana Verlag, Uttenbühl 2015, ISBN 978-3-931274-57-3. (Englischer Originaltitel: All you need is kindfulness)
- Öffne die Tür zu deinem Herzen. Die kleine Schule der liebevollen Achtsamkeit. Lotos, München 2016, ISBN 978-3-7787-8268-2. (Englischer Originaltitel: Kindfulness)
- Wie hilft der Bär beim Glücklichsein? Fragen und Antworten für den buddhistischen Weg zu einem achtsamen und erfüllten Leben. Lotos, München 2018, ISBN 978-3-6412-2400-4. (Englischer Originaltitel: Bear awareness)
- Nur wer loslässt, kann auch fliegen : buddhistische Lebensweisheit, um Schwierigkeiten gelassen zu meistern Lotos, München 2019, ISBN 978-3-7787-8288-0.